# Else Baker

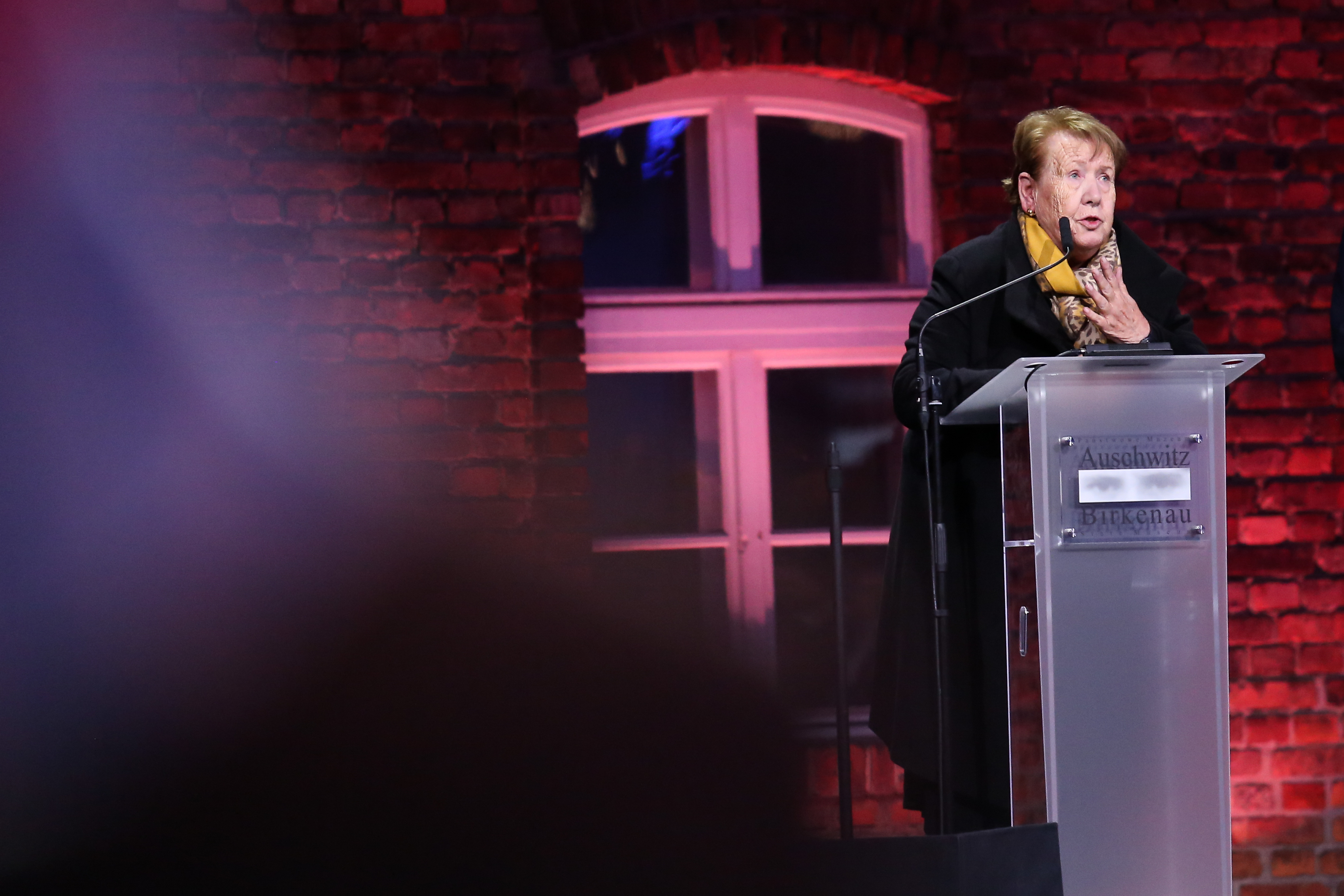
Else Baker beim 75. Jahrestag der Befreiung von Auschwitz, 20. Januar 2020

Else Baker (* 18. Dezember 1935 in Hamburg) ist eine Überlebende des Konzentrationslagers Auschwitz-Birkenau.

## Leben
Else Baker, geboren als Else Schmidt, wurde im Alter von ca. einem Jahr adoptiert von Auguste und Emil Matulat. Ihre leibliche Mutter wurde von den Nationalsozialisten als „Halbzigeunerin“ eingestuft, daher wurde Else am 11. März 1943 im Alter von sieben Jahren von der Polizei abgeholt und zu einem Schuppen im Hamburger Hafen gebracht, wo die zur Deportation nach Auschwitz bestimmten Hamburger Sinti- und Roma-Familien gesammelt wurden. Ihrem Pflegevater Emil Matulat gelang es jedoch, seine Tochter durch sofortige Intervention bei den zuständigen Behörden vor der Deportation zu bewahren.
Im darauf folgenden Jahr wurde sie erneut festgenommen und am 18. April 1944 nach Auschwitz transportiert. Im „Zigeunerlager“ traf sie auf vier ihrer leiblichen Geschwister. Sie konnte das Vernichtungslager nur überleben, weil ein weiblicher Funktionshäftling, Wanda Fischer, sich ihrer annahm. Nach der Liquidierung des „Zigeunerlagers“ Auschwitz-Birkenau wurde sie zusammen mit ihrer kleinen Schwester mit einem Transport in das Frauen-Konzentrationslager Ravensbrück gebracht. Drei weitere Geschwister und Elses leibliche Mutter wurden in Auschwitz ermordet.
Ihr Pflegevater wandte sich mit handschriftlichen Briefen an höchste Staats- und Parteistellen: an Hermann Göring, Heinrich Himmler und Adolf Hitler. Schließlich gelang es ihm, die Entlassung seiner Tochter zu erreichen. Als er am 27. September 1944 nach Ravensbrück kam, um seine Tochter abzuholen, musste das Mädchen eine Erklärung unterschreiben, in der sie sich verpflichtete, über ihre Erlebnisse in den Konzentrationslagern absolutes Stillschweigen zu bewahren. Am 11. November 1944 schickte die Berliner Partei-Kanzlei der NSDAP der Familie ein Schreiben, in dem die Freilassung nochmals bestätigt wurde.
1963 verließ Else Deutschland und zog nach England, wo sie 1965 heiratete und den Namen Baker annahm. Bis heute lebt sie in der Nähe von London. Im April 1994 berichtet Else Baker im Gespräch mit Mitarbeitern des Heidelberger Dokumentations- und Kulturzentrums Deutscher Sinti und Roma erstmals ausführlich über ihr Verfolgungsschicksal. Seither ist sie in der Zeitzeugenarbeit aktiv und wurde für ihr Engagement mehrfach ausgezeichnet.
Else Bakers Lebensgeschichte wurde in dem Jugendbuch Elses Geschichte von Michail Krausnick beschrieben. Das Dokumentations- und Kulturzentrum Deutscher Sinti und Roma hat eine Webseite für dieses Buch erstellt, die Hintergrundinformationen und pädagogische Materialien enthält. Das Buch diente als Vorlage für Theaterinszenierungen.

## Auszeichnungen
2005 wurde sie anlässlich des Jahrestages der Befreiung des Vernichtungslagers Auschwitz als erste Sintiza von der britischen Königin Elisabeth II. zu einer Audienz empfangen.
Am 15. Juli 2012 wurde sie in der deutschen Botschaft in London mit dem Bundesverdienstkreuz am Bande ausgezeichnet.